# Skylanders: Trap Team
Skylanders: Trap Team è un videogioco a piattaforme sviluppato da Toys for Bob e distribuito da Activision il 10 ottobre 2014.

## Trama
Dopo gli eventi di Skylanders: Swap Force, Kaos, l'antagonista principale, riesce a scarcerare i peggiori nemici delle Skylands facendo saltare in aria la Prigione Scrocchianembi, dove essi erano rinchiusi, insieme alla dispersione dei Trap Master, ovvero i guardiani dei cattivi, e la distruzione del Traptanium, il materiale usato per la costruzione della prigione. Lo scopo del giocatore, in veste di Padrone dei Portali, è quello di guidare i Trap Master nella cattura dei nemici evasi tramite l'utilizzo dei frammenti di Traptanium, usati sotto forma di trappole.

## Modalità di gioco
Come nei precedenti titoli, il giocatore sarà in grado di controllare un vasto numero di personaggi posizionando le relative statuette sul Portale del Potere, un dispositivo in grado di riconoscere il personaggio e di portarlo in vita nel gioco. Tuttavia, in Trap Team sono stati aggiunti dei nuovi elementi, le trappole: diversamente dalle statuette, che portano in vita i personaggi nel gioco, le trappole consentono il processo inverso, ovvero i nemici catturati nel gioco vengono rinchiusi dentro di esse per poi essere in seguito utilizzati come alleati buoni. Il nuovo Portale di Traptanium possiede anche un altoparlante incorporato che enfatizza le meccaniche di gioco: quando i nemici vengono intrappolati le loro voci si trasferiscono dallo schermo al portale. Un'altra novità è rappresentata dal ritorno del minigioco "Pietracielo", già apparso in Skylanders: Giants e che si chiama "Scontro di Pietrecielo".
I nuovi personaggi introdotti in questo capitolo sono i componenti della Trap Team ovvero degli Skylanders più forti contro i nemici catturabili e che sono tutti dotati di un'arma di Traptanium. Il gioco rende definitivamente stabili gli Skylanders Minis (cioè delle miniature di alcuni Skylanders ordinari) come personaggi giocabili. I giocatori potranno perciò passare da uno Skylanders ordinario ad un cattivo in qualsiasi momento nel gioco, anche se vi è un tempo limite entro il quale poter usare un cattivo. Quando la sua energia si è esaurita il giocatore dovrà attendere fino a quando si sarà ricaricata del tutto per poterlo utilizzare di nuovo. 
Oltre ai 16 nuovi Skylanders Trap Masters, a 18 nuovi personaggi e ai 40 nemici da intrappolare, saranno aggiunte anche due inedite categorie elementali, luce e buio,di cui sono stati creati un Trap Master e un core.